# Fratta Polesine
Fratta Polesine (Frata Polesine in veneto) è un comune italiano di 2 428 abitanti della provincia di Rovigo in Veneto, situato ad ovest del capoluogo.
L'abitato è di antichissima origine e ricco di spunti storici e culturali.
Fratta Polesine è nota per lo più grazie a Villa Badoer, opera di Andrea Palladio (1570) e patrimonio dell'umanità dell'UNESCO.
Fratta è conosciuta anche per la vicenda dei Carbonari della Fratta e per il villaggio e le necropoli di Frattesina, uno dei più importanti siti protostorici europei e per essere il luogo dove è nato e sepolto Giacomo Matteotti, martire dell'antifascismo.

## Geografia fisica
Fratta è situata nella parte medio occidentale del Polesine ed è attraversata dal fiume Scortico. Nei pressi del borgo Pizzon, lo Scortico si immette nel Canal Bianco che segna il confine sud del territorio comunale e bagna la frazione di Paolino. A nord, confinante con il comune di Villanova del Ghebbo e di Lendinara, si trova la frazione di Ramedello. Verso il confine con Villamarzana si trova la Frattesina, zona di scavi archeologici nella seconda metà del '900.

## Storia

### Età antica e classica
Intorno al 1967 vennero effettuati, in località Frattesina, i primi ritrovamenti archeologici, soprattutto ceramici e ossei, relativi ad un insediamento protovillanoviano. Nel fondo Gabriele-Casari, sono state condotte 11 campagne di scavo tra gli anni 1974 e 1989 sotto la direzione di Anna Maria Bietti Sestieri. Ricerche di superficie e prospezioni, sulla base di dati acquisiti con teleosservazione, sono ripresi nel 2014.
Nel 2005, durante i lavori consortili per il "Completamento del riordino idraulico del bacino Valdentro" sono stati portati alla luce, in località Narde, numerosi reperti attribuiti a una vasta necropoli dell'XI – IX secolo a.C.
I tesori emersi dagli scavi sono visibili nel museo archeologico nazionale di Fratta Polesine, presso le barchesse di Villa Badoer.

### Età medioevale
Le prime notizie storiche risalgono al 1054 quando il Vescovo di Adria, Benedetto I, ottenne il feudo comprendente, tra gli altri, anche il territorio di Fratta Polesine, allora nota con il nome di Villa Comedati. Nel 1104 i Vescovi vi costruirono un Castello (Castello della Fratta), attorno al quale si svolsero lotte terribili per il suo possesso tra i Vescovi, i Veronesi e gli Estensi. Distrutto e riedificato più volte, passò infine nelle mani dei Pepoli; gli ultimi resti del castello scomparvero definitivamente al principio del XIX secolo.
Nel 1395 Fratta passò sotto la Repubblica di Venezia e vi rimase fino al Trattato di Campo Formio del 1797. Durante tutto il periodo passato sotto la Repubblica di Venezia, Fratta ricevette un'attenzione particolare da parte dei Nobili Veneziani, che la scelsero come luogo di villeggiatura estiva. A Fratta, infatti, sorgono numerosissime ville venete tra le quali spicca la "Badoera", costruita nel 1570 dall'architetto Andrea Palladio.

### Storia contemporanea
Il 19 maggio 1797 viene costituita la municipalità di Fratta con Ramedello e Gognano, che entra a far parte del Polesine di Rovigo e Adria nel Dipartimento di Padova.
Nel 1801, con la nascita della Repubblica Cisalpina, la municipalità di Fratta viene inclusa nel X° Dipartimento del Basso Po, con capoluogo Ferrara, comprendente i distretti di Ferrara, Comacchio e Rovigo.
Con il Congresso di Vienna e l’istituzione del regno lombardo - veneto Fratta passa, dopo il breve periodo napoleonico, sotto la dominazione austriaca e vi rimane fino al 1866.
Nel 1818 si assisteva alla tragedia dei Carbonari della Fratta, primo esempio di repressione da parte austriaca delle aspirazioni alla libertà e all'emancipazione nazionale.
A ricordare il sacrificio dei Carbonari, nel 1867, venne eretto un monumento, opera dello scultore veronese Grazioso Spazzi, e primo nel Veneto liberato.
Con l’annessione del Veneto al neonato Regno d’Italia, costituitosi il 17 marzo 1861, il 4 novembre 1866 anche Fratta diventa italiana con regio decreto n. 3300 in seguito al plebiscito che si è tenuto a Fratta il 21 ottobre con 762 votanti che si esprimono all’unanimità per l’annessione.
Nel 1867 Fratta assume il nome di Fratta Polesine per distinguersi da altri comuni omonimi.
Nel 1885 nasce a Fratta Polesine Giacomo Matteotti, uomo politico socialista e parlamentare, ucciso dai fascisti il 10 giugno 1924 per aver denunciato i brogli elettorali di Mussolini. Il più noto martire del fascismo venne sepolto nel cimitero comunale dopo un solenne funerale pubblico celebrato nella chiesa parrocchiale.
Durante l'occupazione Nazista, nel territorio frattense hanno operato diversi gruppi partigiani con azioni di sabotaggio della linea ferroviaria e dei convogli nazifascisti.
Il 2 febbraio 2011 Fratta ha acquisito ufficialmente il titolo onorifico di città concesso dal Presidente della Repubblica Giorgio Napolitano.
Nel dicembre 2017 a seguito dell'approvazione di Camera e Senato e la promulgazione da parte del Presidente della Repubblica Sergio Mattarella, la Casa Museo Giacomo Matteotti è riconosciuta Monumento Nazionale.

### Simboli
Lo stemma e il gonfalone del comune di Fratta Polesine sono stati concessi con decreto del presidente della Repubblica del 9 gennaio 2006.
Il gonfalone è un drappo di azzurro.

## Monumenti e luoghi d'interesse

### Architetture religiose

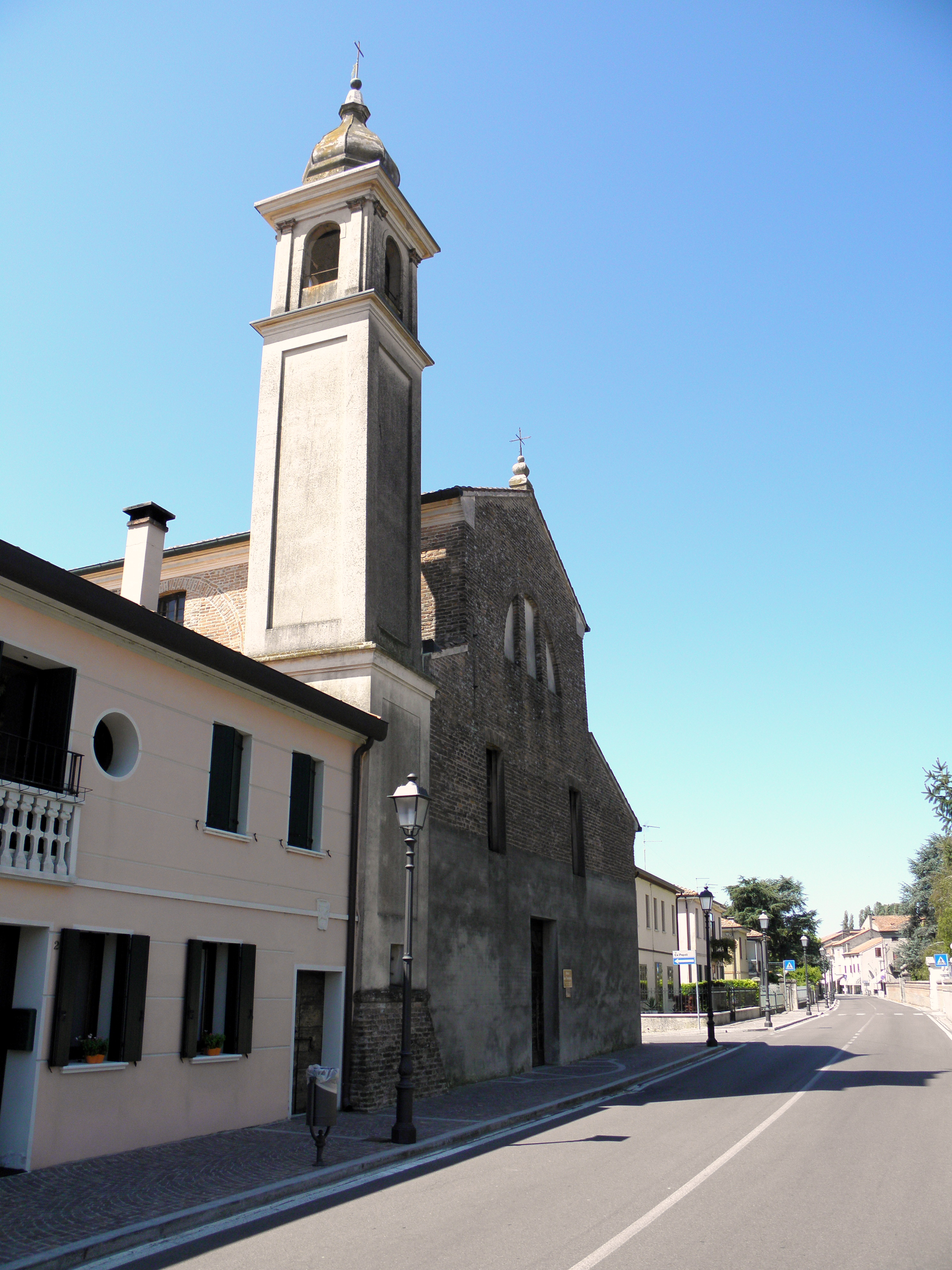
Chiesa di San Francesco

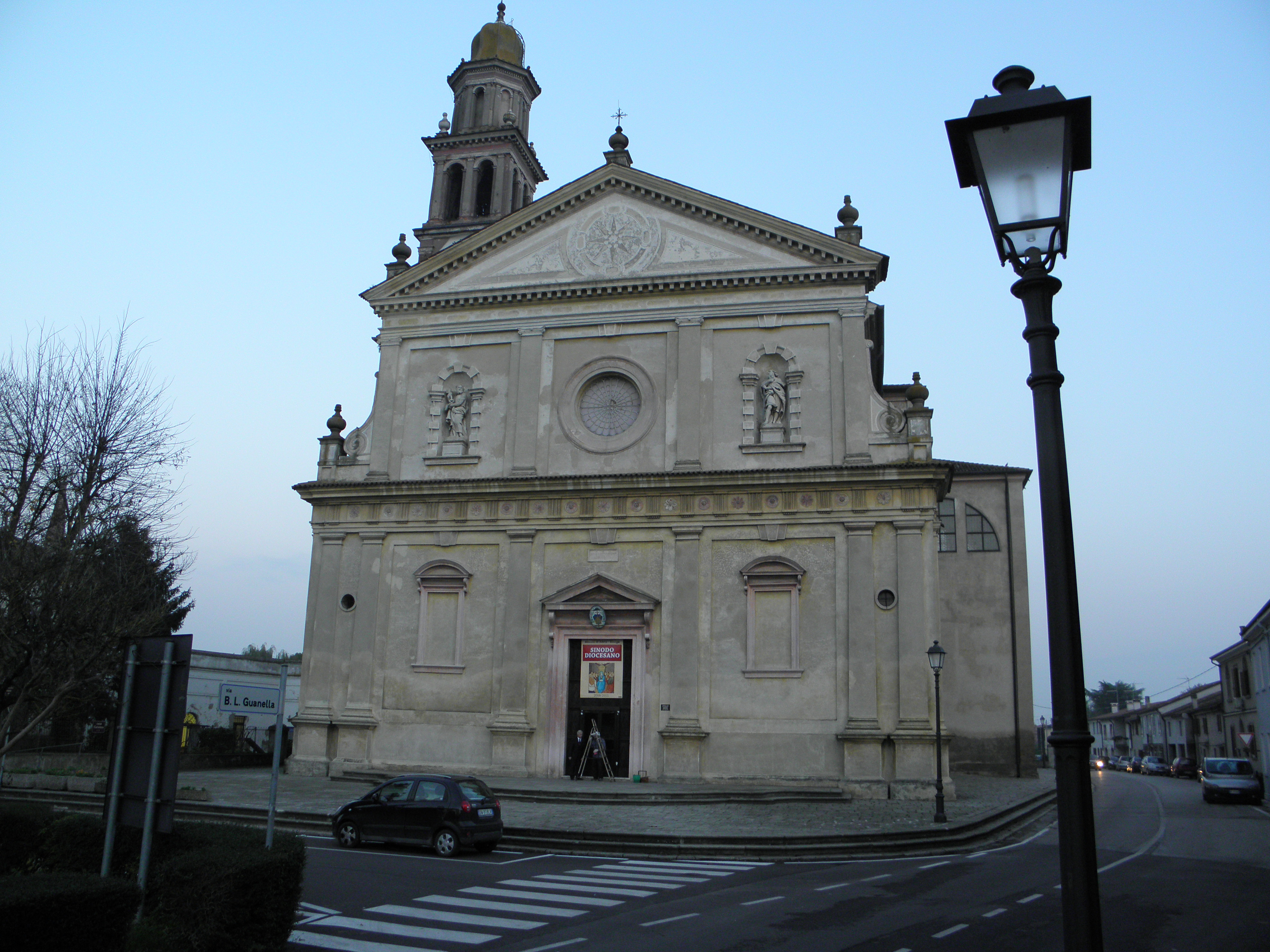
Chiesa arcipretale dei Santi Pietro e Paolo apostoli

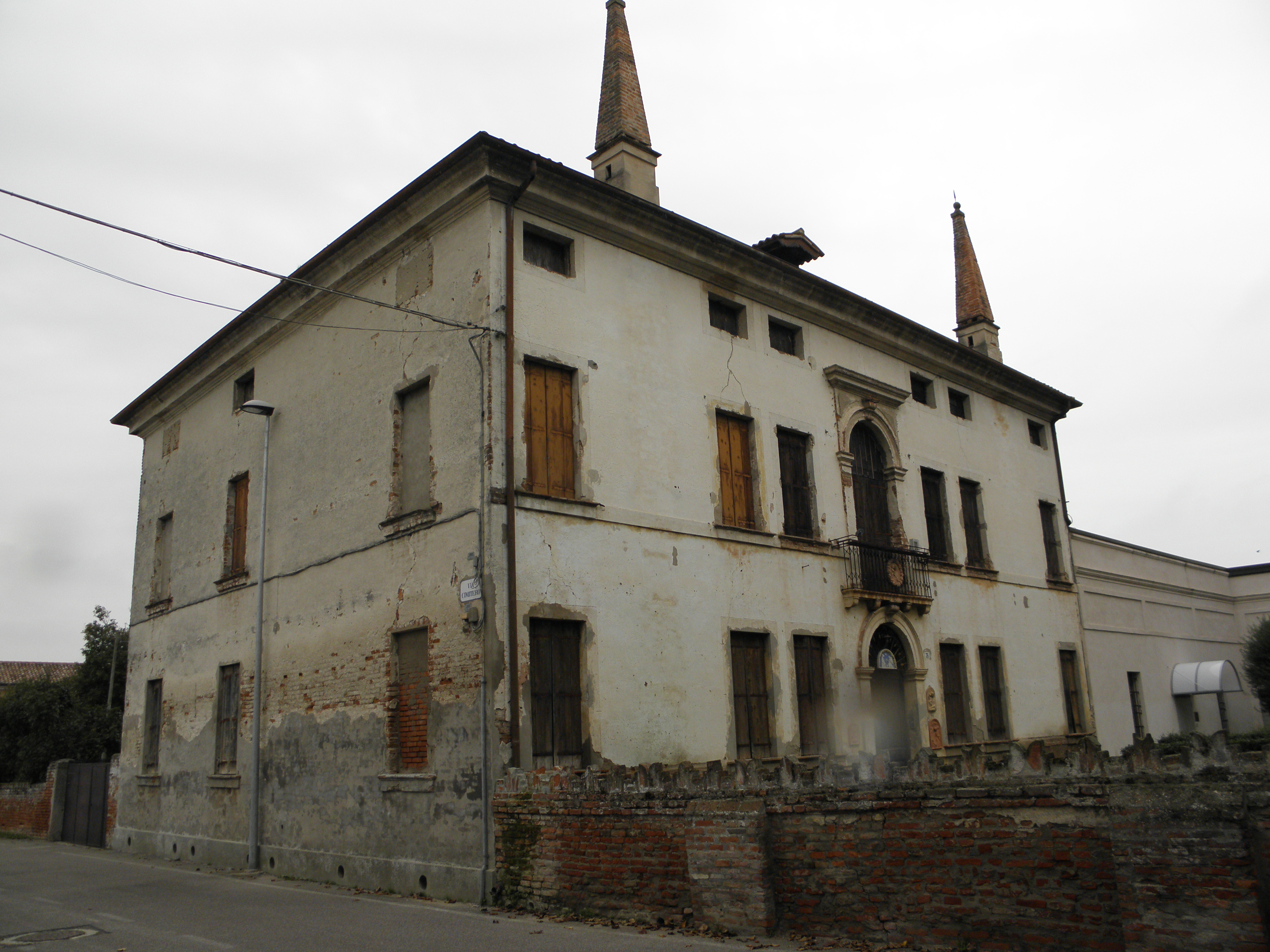
La casa canonica della chiesa dei Santi Pietro e Paolo

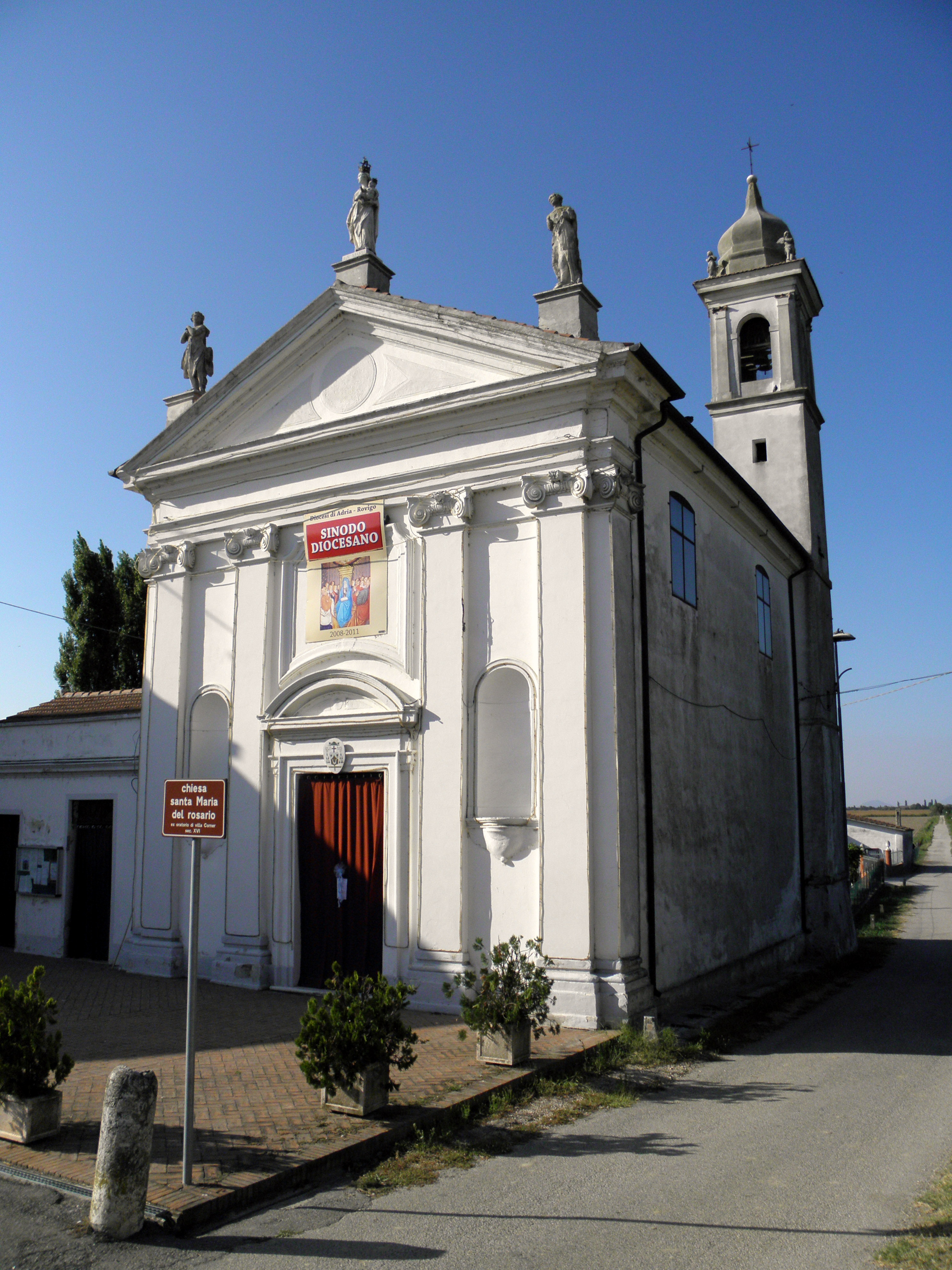
La chiesa di Santa Maria del Rosario

- Chiesa di San Francesco, esistente sin dagli inizi del XVI secolo, la chiesa, originariamente dedicata a S. Maria Assunta, costituisce un ampliamento di una precedente chiesa risalente agli inizi del 1100, sede della Confraternita dei Battuti Bianchi, in quanto portavano una cappa di stoffa bianca, calata sul volto. Luogo privilegiato per le riunioni delle confraternite del S. Rosario e del Cordone di S. Francesco. I frati minori della Provincia del Santo di Padova ressero questa fabbrica, che intitolarono a S. Francesco, dal 1501 fino al 17 settembre 1656, anno in cui il conventino fu soppresso dalla Serenissima. In una cripta sotto l'altare di destra sono conservate le spoglie del letterato, matematico e scrittore cavalier Giovanni Maria Bonardo, vissuto a Fratta nella seconda metà del Cinquecento, fondatore dell'Accademia dei Pastori Frattegiani. Tra le opere di pregio contenute all'interno sono da ricordare il bellissimo e artistico altare ligneo centrale, attribuito al rodigino Caracchio, la pala dell'Assunta al centro dell'altare, attribuita al Maffei. Attualmente nella Chiesa, oltre alle cerimonie religiose, si tengono periodicamente concerti di musica sacra, importanti mostre e convegni.
- Chiesa dei Santi Pietro e Paolo. Chiesa arcipretale parrocchiale eretta nell'area di una chiesa già esistente nel 1123, su disegni di Zuane Bellettato, nel 1552. Fu terminata nel 1682, come risulta da una lapide nella sua facciata. L'interno, armonicamente settecentesco, è adorno di affreschi tiepoleschi di Francesco Zugno, di ricchi lavori di intaglio e di importanti sculture veneziane del settecento. Possiede inoltre un prezioso baldacchino e ricchi paramenti. Tra le opere più interessanti vi sono: gli affreschi del soffitto di Francesco Zugno; le stazioni della via Crucis probabilmente dello stesso Zugno, trafugate nella notte tra l'11 e il 12 febbraio 1999, sono ora sostituite con le tele dell'artista frattense Gianpiero Callegari; la bussola della porta maggiore con angeli, fregi, emblemi e simboli, attribuita ad Andrea Brustolon; le statue marmoree di San Domenico e Santa Teresa (1738) di Giovanni Marchiori; San Benedetto e Santa Scolastica di Giovanni M. Morlaiter; i due grandi cherubini che adornano l'altar maggiore sono di Pietro Baratta e Marino Groppelli; tutte le statue delle pareti attorno alla chiesa (1743) (esclusa quella di San Giovanni Bosco) sono di Tommaso Bonazza; il baldacchino volante (1783) è lavoro d'intaglio di Sante Baseggio; il pulpito con la bella scena di Gesù fra i Dottori (1859) - la cantoria dell'organo, con colonne, capitelli, putti, emblemi - il parapetto dell'altare dei Santi Quaranta Martiri, sono preziose opere di intaglio dorato di Luigi Voltolini da Lendinara. Vi sono inoltre alcune tele, di buoni autori, tra le quali: la Nascita di Gesù e l'Adorazione dei Magi di Mattia Bortoloni. la Circoncisione di Ippolito Scarsella; la Pala di San Nicola di Bari di Giovanni Battista Buratto; l'Estasi di sant'Antonio di Pietro Liberi; la Pala dei Santi Quaranta Martiri di ignoto autore ferrarese. La casa canonica, costruita nel 1716 e la sua architettura è riconducibile agli schemi tipici delle case dominicali dello stesso periodo presenti sul territorio frattense. La casa si eleva su due piani, più un sottotetto e una cantina interrata. La pianta è tripartita, con sala centrale passante. Il fronte meridionale presenta un portale al piano nobile ornato da un fastigio orizzontale e provvisto di un balcone con parapetto in ferro battuto; due pinnacoli sulla copertura evidenziano il settore centrale. Tali elementi sono assenti sul fronte settentrionale, provvisto di un balcone con balaustra in pietra e di due camini aggettanti. Le facciate trovano conclusione in un cornicione modanato. La casa presenta notevoli similitudini architettoniche con il vicino Palazzo Monti, che insieme racchiudono al centro la Chiesa parrocchiale.
- Chiesa di San Bartolomeo. Della chiesa rimane, come ultimo vestigio, una lapide rosata con un'iscrizione e lo stemma del fondatore. Le fondamenta dell'edificio furono poste il 6 agosto 1338. Sorse per iniziativa di un'influente personalità della corte estense, Riccobono Gonfalonieri da Brescia. Fu il carattere privato del luogo di culto ad accelerarne la decadenza, peraltro già iniziata nel XVI secolo, e la successiva scomparsa. Questa lapide è attualmente la più significativa testimonianza di epoca medioevale presente a Fratta.
- Chiesa della Beata Vergine Maria del Rosario, chiesa parrocchiale di Paolino. La storia dell'oratorio di Santa Maria del Rosario di Paolino va di pari passo con quella della Villa Corner, poi Bellettato. Risulta presente già nel 1552, quando il Conte Marcantonio Cornaro abitava la villa e disponeva, fra i suoi beni, anche dell'oratorio privato. Il complesso è situato in prossimità del Canalbianco, all'estremo sud del territorio comunale di Fratta Polesine, e rappresenta lo sforzo costruttivo della famiglia Corner lungo il Canalbianco completato da una seconda "Cà Cornera" in località Zaffarda, "La Palazzina" in località Cà Moro di San Bellino e, a Canda, Villa "Nani Mocenigo". Il servizio religioso presso l'oratorio della villa è confermato fin dal 1765 con un sacerdote stabile, al cui mantenimento provvedevano i Nobili Corner. Nel 1842 cambia di proprietà, passando ai Crestani e da questi ai fratelli Tasso, con i quali conosce una fase di abbandono. Solo col nuovo proprietario Leopoldo Maragno, nel 1885, nell'oratorio ritorna il culto alla Beata Vergine del Rosario. I figli, nel 1956, cedono l'oratorio al Vescovo di Adria e Rovigo per la nuova Parrocchia.

### Architetture civili

#### Villa Badoer

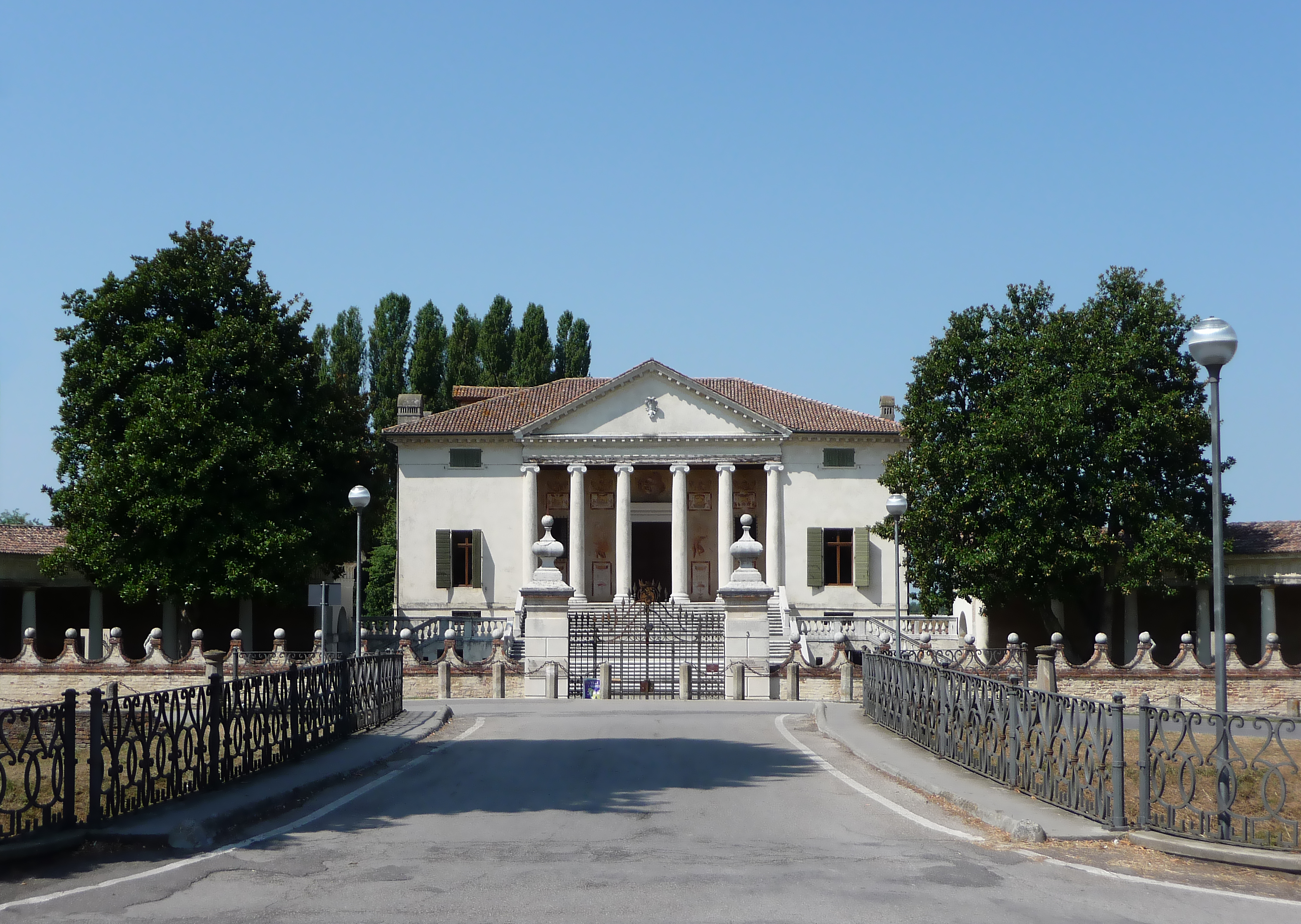
Villa Badoer.

La villa fu commissionata da Francesco Badoer al grande architetto vicentino Andrea Palladio. La data di costruzione non è certa, ma nel 1557 doveva esistere già il corpo padronale, inserito nella mappa redatta nel medesimo anno raffigurante le valli di San Biagio e di Valdentro. La celebre villa compare nei Quattro Libri del Palladio del 1570, dove è rappresentata con alcune differenze rispetto alla configurazione odierna. Al centro di un verde prato chiuso da rustici si erge l'edificio residenziale dalla semplice volumetria con monumentale pronao a frontone preceduto da una larga, articolata scalinata; ai lati si protendono a semicerchio le barchesse su colonnine (la "barchessa" nella villa veneta è un'ala laterale adibita ad abitazione o servizi). Sono queste che, con la loro ampia curva intesa a racchiudere lo spazio, caratterizzano l'edificio e ne fanno una delle realizzazioni palladiane più alte. La villa venne decorata, e lo ricorda il Palladio stesso in uno dei suoi libri, dal Giallo Fiorentino che vi dipinse, nel pronao e negli interni, fantasiose grottesche recuperate durante i lavori di restauro compiuti dall'Istituto Regionale Ville Venete. La villa dichiarata monumento patrimonio dell'Umanità dall'UNESCO, è proprietà della provincia di Rovigo, che ha provveduto ad un intelligente restauro conservativo, per cui è ora possibile visitarla completamente. È naturale contenitore per l'organizzazione di riunioni e convegni, mostre, rappresentazioni teatrali, liriche, di balletto; mentre le barchesse ospitano dal 21 febbraio 2009 il Museo Archeologico Nazionale, con l'esposizione di reperti archeologici unici, di grande rilevanza europea.

#### Villa Loredan Grimani Molin Avezzù Pignatelli

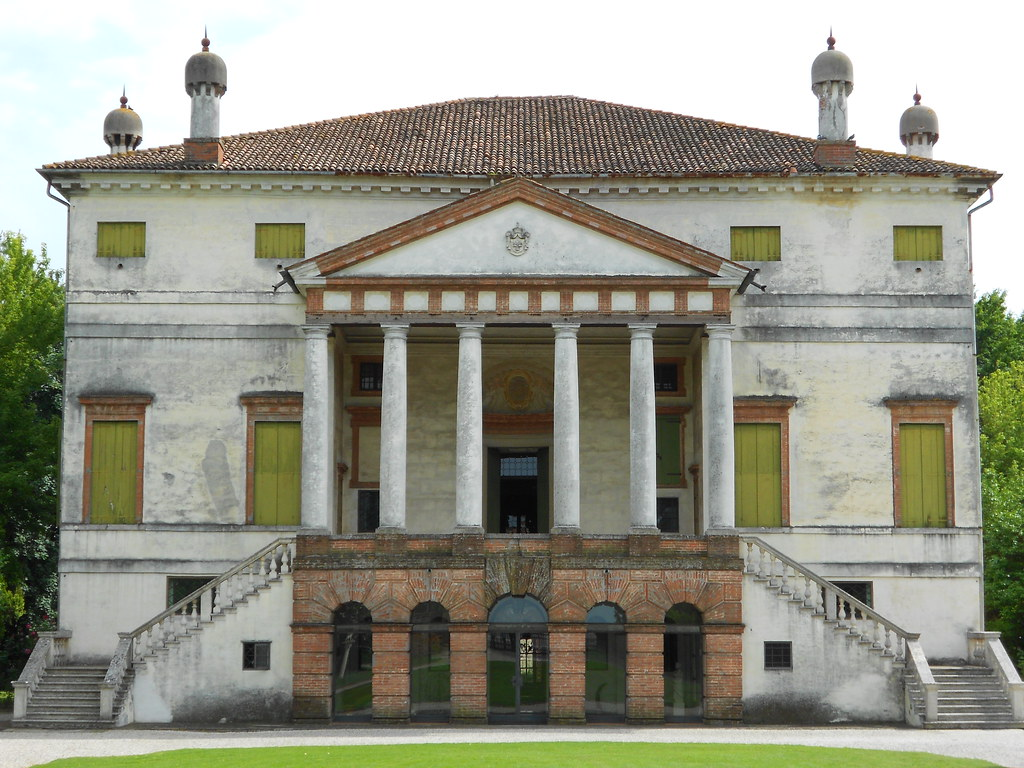
Villa Molin - Avezzù

La presenza, vicinissima, della stupenda palladiana Badoera ha certamente ispirato l'ignoto architetto che, riguardando sempre al Palladio, ma soprattutto a quello di una realizzazione più lontana, la Malcontenta, ha tracciato questo piacevole, dignitosissimo edificio che arricchisce Fratta, uno degli angoli più suggestivi del Polesine. In esso la Badoera è la incontrastata protagonista che tuttavia riesce a realizzarsi compiutamente anche attraverso le altre presenze che la contornano: l'armonica piazza di fronte e Villa Grimani Molin da un lato. Nelle mappe del Catasto veneto del 1775, la proprietà di Villa Molin risulta essere del nobil uomo Giovanni Francesco Correr. Nel complesso si nota un netto distacco fra la corte signorile e la corte di lavoro. Nella prima spicca l'edificio padronale con due barchesse ai lati, disposte separate e ad esso ortogonali. A differenza della vicina Villa Badoer, orientata in senso est-ovest, la casa dominicale di Villa Molin è orientata in senso nord-sud, come è consueto per gli insediamenti in villa. Non comprimaria quest'ultima, dunque, ma piuttosto componente attiva e determinante di un insieme che nella sua sintesi raccolta trova pochi confronti nel Veneto. Il nesso, tra le due ville vicine, pare ritrovare una spiegazione anche nelle affinità di certe decorazioni interne che concordemente la critica attribuisce alla medesima scuola. Gli affreschi dell'interno, attribuiti per lungo tempo allo stesso Giallo Fiorentino, sono invece opera di Anonimo Grimani, della cerchia artistica di Giuseppe Porta Salviati, cui apparteneva anche il Giallo Fiorentino, che operò nella Villa Badoer. Committente dell'opera è Andrea da Molin, genero del Grimani. I temi dipinti si ispirano a soggetti già proposti dal Veronese.

#### Villa Oroboni (Villa della Carboneria)

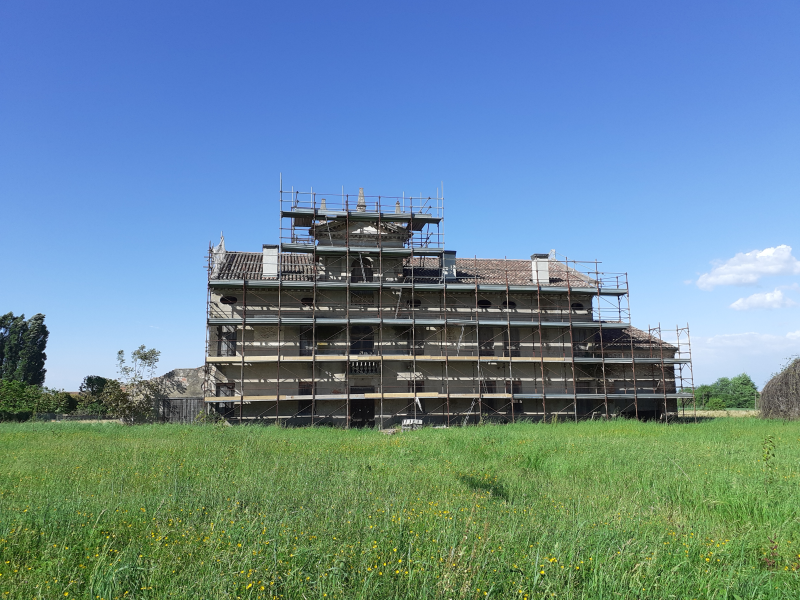
Villa Oroboni

Questa Villa sembrerebbe stilisticamente risalire al primo settecento (o all'ultimo seicento) e presenta uno sviluppo asimmetrico per il mancato completamento della sua parte ad occidente. Possiede due facciate pressoché identiche, con un'unica differenza e cioè che quella a mezzogiorno è ravvivata anche da un balcone, cui sul lato settentrionale corrisponde una semplice finestra. Una cornice a dentelli orna i timpani superiori e scorre lungo il sottotetto, al di sopra delle finestre ovali dei granai. Si accede al piano superiore con una scala a forbice che si divide dopo la prima rampa. All'altezza delle finestre del primo piano sono ancora visibili due stemmi comitali in cui è possibile scorgere la traccia di una cicogna e di un angelo (matrimonio Oroboni-Angeli). La villa è nota per la tragica vicenda del conte Antonio Fortunato Oroboni, patriota carbonaro, arrestato il 12 dicembre 1818 e morto allo Spielberg. La villa è in fase di prossimo restauro.

#### Palazzetto Villa, Cornoldi –Fanan(Villa della Carboneria)

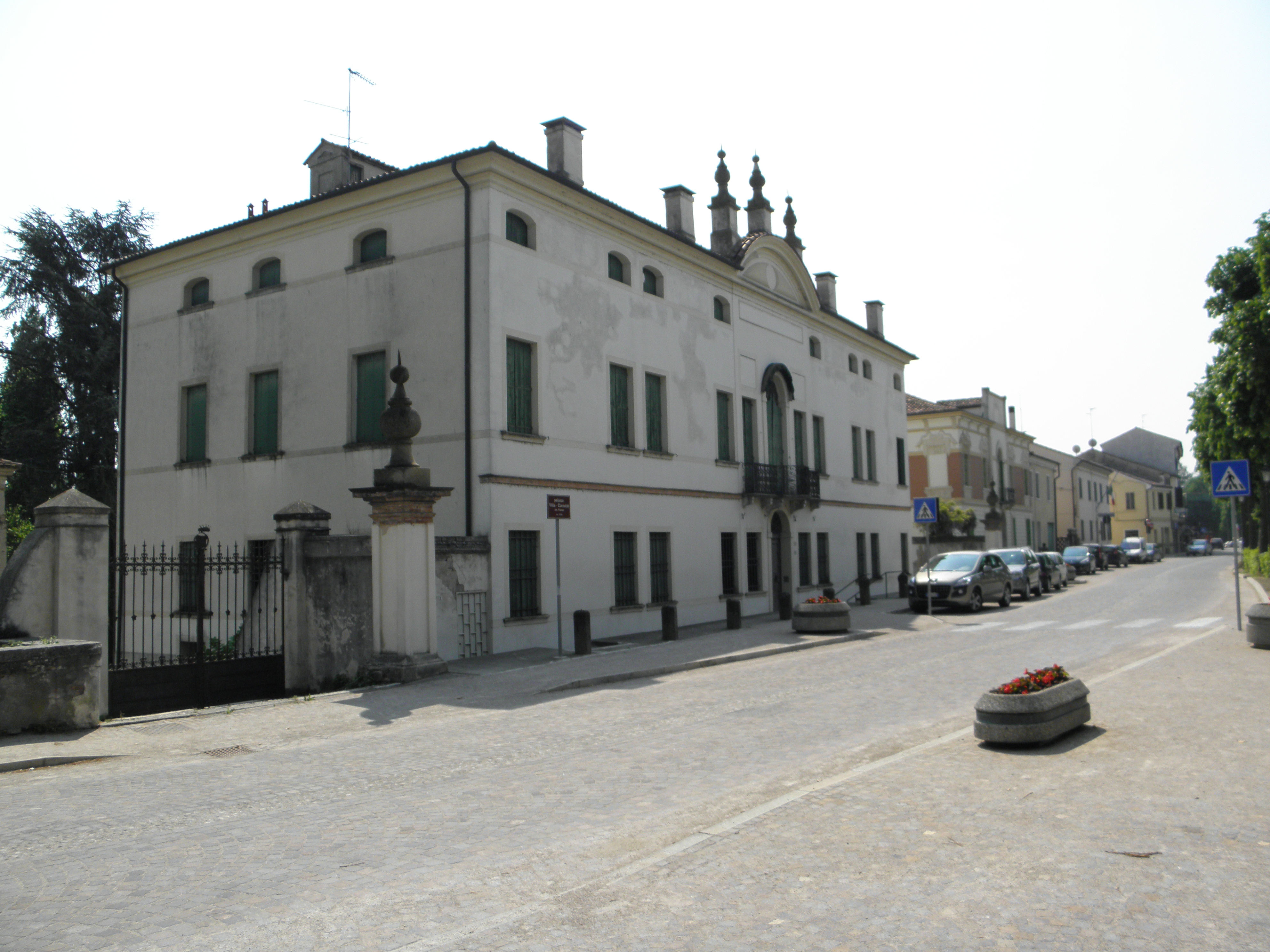
Villa Cornoldi.

La costruzione sembra risalire al primo settecento. La proprietà è all'epoca del notaio Francesco Villa, come testimoniano gli stucchi della sala superiore che ne riprendono l'insegna, contraddistinta da una torretta con ai lati le iniziali F e V, sormontata da una bandiera con la lettera N. Il dato appare confermato dal Catastico veneto del 1775. Il complesso è costituito dall'edificio dominicale e da una barchessa separata, posta perpendicolarmente ad esso, lungo il Valdentro. La porzione di terreno compresa fra le due costruzioni è ora adibita a giardino. Il complesso è cinto da un muro. Agli inizi del secolo XIX, la villa è più volte stata teatro di riunioni Carbonare, tanto che il 12 dicembre 1818 vi viene arrestato Antonio Villa, nipote di Francesco, carbonaro polesano, morto allo Spielberg con il suo concittadino e amico Antonio Oroboni. Nel Palazzetto, di recente splendidamente restaurato, si trova un'importante collezione musicale privata appartenente a Giorgio Fanan.

#### Villa Monti – Viaro (Villa della Carboneria)
Le caratteristiche architettoniche di Palazzo Lippomanno Monti permettono di farne risalire la costruzione al XVIII secolo. Tuttavia altre fonti daterebbero la costruzione dell'edificio alla prima metà del seicento, su commissione della famiglia Labia. Il complesso sorge e si articola all'angolo fra due strade che confluiscono in uno slargo, dove si affaccia la chiesa parrocchiale di Fratta. L'edificio si compone di un corpo centrale elevato su tre piani, con copertura a padiglione, e di due ali curve che abbracciano il piccolo cortile a formare un emiciclo. Nel Catasto austriaco del 1852 la casa è proprietà di Giovanni Monti, livellario del nobile Gaspare Lippomano; il rustico, invece, è proprietà del fratello Giacomo, anch'esso livellario del medesimo Lippomano. I fratelli Monti erano entrambi affiliati alla Carboneria. Il pronipote, il capitano pilota e calciatore Giovanni Monti, nacque in questo palazzo nel gennaio del 1900.

#### Villa David – Franchin (Villa della Carboneria)
Il complesso è composto di tre fabbricati disposti in linea: la casa dominicale, il piccolo oratorio e la barchessa. Separato è presente un piccolo rustico dai caratteri neogotici. L'edificio padronale è leggermente arretrato rispetto alla strada, sulla quale è rivolto il fronte principale; sul retro si stende un piccolo parco, nel quale sono presenti delle statue ed un pozzo, circondato da un fossato, che nel lato est segna il confine con Villa Oroboni. Semenzato ne ipotizza un'origine seicentesca, rilevabile da elementi tra i quali spicca una trifora, composta da tre portali a tutto sesto, che si apre centralmente, al piano nobile. L'edificio pare aver subito dei rimaneggiamenti durante l'Ottocento. Nel Catastico veneto del 1775 il complesso risulta proprietà di Domenico Vincenzo Davì e dei suoi fratelli. Nel 1852, in base al Catasto austriaco, appartiene ancora alla famiglia Davì. Nelle mappe del Catasto austriaco del 1852 l'edificato appare composto dalla casa padronale, dalla cappella e dalla barchessa, allineate lungo il fronte meridionale. Ora la Villa appartiene alla famiglia Guzzon - Zanobbi.

#### Villa e Parco Labia

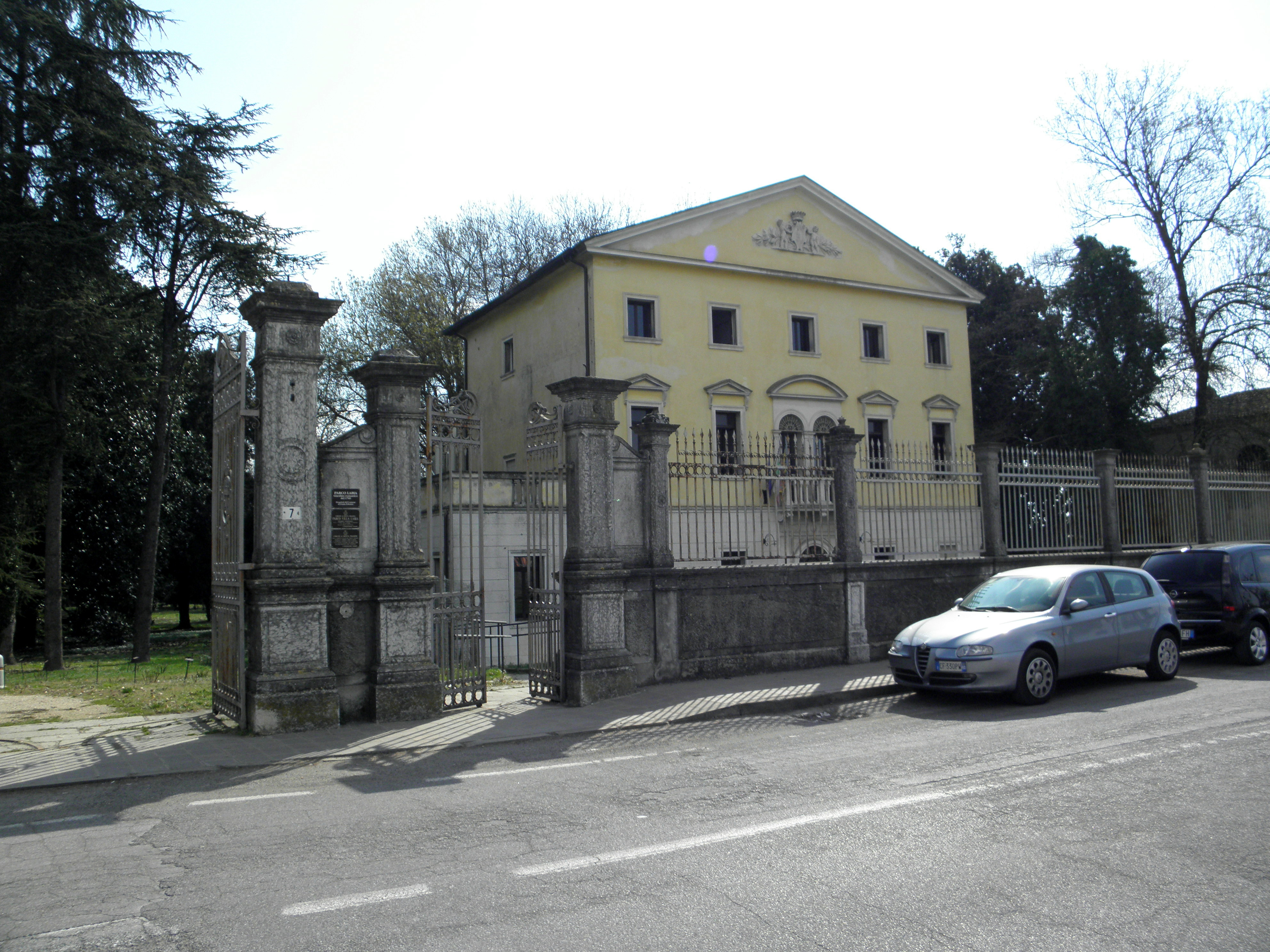
Villa Labia.

La villa viene edificata probabilmente nel luogo dove sorgeva il palazzo dei procuratori di San Marco, che gestivano il "retratto della Frattesina", una vasta area a sud-est di Fratta, bonificata dagli Estensi e passata alla Serenissima Repubblica dopo la pace di Bagnolo del 1484. "La Frattesina" viene venduta 170 anni dopo alla famiglia Labia, per 180.000 ducati, per far fronte alle ingenti spese militari che Venezia si trova a sostenere nella guerra contro i Turchi. Del notevole complesso settecentesco di Villa Labia rimangono oggi solamente la chiesetta e parte del grande giardino. La casa settecentesca, colpita da un bombardamento nel 1945, viene abbattuta l'anno successivo, per essere ricostruita, nel 1956 secondo modi settecenteschi, ma con una conformazione abbastanza diversa dalla precedente. L'antico assetto è documentato da una fotografia del 1901. Il parco ottocentesco di villa Labia, di gusto romantico, presumibilmente progettato da Osvaldo Paletti, fu realizzato a corredo della villa settecentesca. Circondato da un muro di cinta, si estende per una superficie di circa 15.000 metri quadrati. Al suo interno si trovano alcuni alberi rari e due ghiacciaie, oltre a un canale sotterraneo, proveniente dallo Scortico, che sfocia in un laghetto. Il fronte principale della casa padronale, rivolto verso ovest, si affaccia sulla strada che, provenendo dal centro di Fratta, si dirige verso la SS 434 Transpolesana. L'edificio è separato dalla strada dall'imponente muro di cinta provvisto di inferriate e cancelli in ferro battuto, realizzato probabilmente nel '900. La villa, appartenuta originariamente ai conti Labia e, nel 1775, ad Anzolo Maria Labia, grazie al sindaco Libero Gasparetto e a tutta l'amministrazione comunale diviene proprietà comunale nel 1972, venendo adibita a sede della scuola media statale "A. Palladio".

#### Palazzo Campanari (Sede comunale)

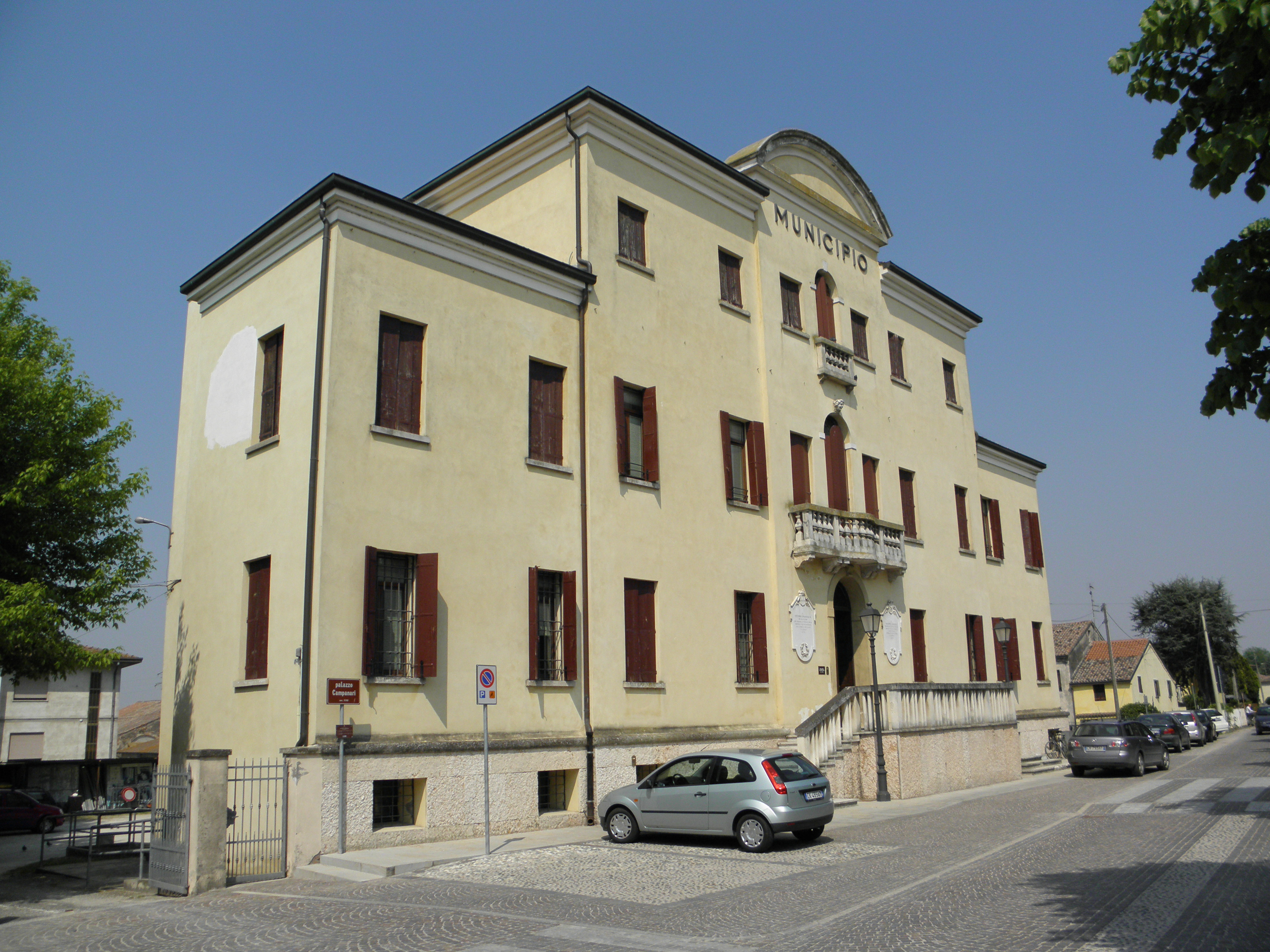
Palazzo Campanari.

Villa Campanari appare nelle mappe del Catastico veneto del 1775, dove è raffigurata la casa dominicale, posta lungo la strada che costeggia l'argine destro del fiume Scortico. La proprietà è assegnata a Domenico Campanari ben oltre il 1852. L'edificio è formato da un massiccio corpo centrale sviluppato su tre piani e da due ali laterali più basse poste in linea con il fronte orientale e arretrate rispetto a quello occidentale. L'accesso al piano rialzato è consentito da una scala esterna a due bracci. La facciata principale è coronata da un frontone semicircolare enfatizzato da un aggetto della muratura del corpo centrale. Al centro della facciata si sovrappongono tre portali ad arco. All'interno, nel corso degli anni, i caratteri originari dell'edificio sono andati completamente perduti a seguito di vari lavori di ristrutturazione effettuati per adattare la dimora a sede municipale. Oltre alla casa dominicale, si trovano sul retro, nel cortile interno, un deposito ed una barchessa che una volta fungevano da magazzino e da abitazione per i coloni.

#### Palazzo Grindati – Boniotti ("Manegium")
La casa padronale, di forma allungata, si eleva su tre piani dei quali l'ultimo sottotetto, destinato in origine a granaio. L'assetto planimetrico è quadripartito, con una sala passante spostata verso ovest, rispetto al centro dell'edificio. La facciata meridionale è rivolta verso lo scolo Valdentro, mentre quella settentrionale prospetta verso il cortiletto interno. La villa presenta caratteri tali da ricondurne la costruzione al XVI secolo o, comunque, una sua radicale trasformazione, al XVIII secolo, con successivi rimaneggiamenti nel XIX secolo (F.B.). Il fabbricato è stato oggetto di donazione da parte degli eredi Boniotti verso il Gruppo culturale e di ricerca "II Manegium", gruppo di volontariato Onlus che si occupa di ricerche storiche, artistiche, archeologiche ed etnografiche nell'ambito del territorio in antico chiamato appunto "Manegium". Nel Palazzo, completamente restaurato, trovano ora sede definitiva: il Museo Etnografico sulla civiltà del lavoro in Polesine; una mostra storico-documentaria sulla Carboneria polesana; una mostra storico-documentaria su Giacomo Matteotti; una mostra sulla religiosità popolare; una raccolta di animali e di uccelli imbalsamati.

#### Villa Dolfin (Casa Divina Provvidenza)
Situata nel centro del paese, è composta da una casa dominicale con le due ali simmetriche e due cappelle gemelle. Censita nel Catastico veneto del 1775, Villa Dolfin è esempio di struttura architettonica del 1700 dall'elegante facciata suddivisa in tre piani con imponente scalinata d'accesso al piano nobile e il tipico abbaino con timpano neoclassico che slancia la mole dell'edificio. La stessa accura tezza di finiture della facciata principale si riscontrano anche in quella posteriore, in quanto la villa era fornita di un accesso posteriore dato dal canale Valdentro dell'epoca navigabile. A questa si aggiungono una serie di edifici moderni, una chiesa dedicata alla Sacra Famiglia, e altri edifici di servizio, che hanno subito nel corso del tempo profonde ristrutturazioni. La casa è un centro per persone diversamente abili e casa di riposo. Il centro venne fondato dal santo Luigi Guanella nel 1900. Egli comperò villa e fondo di 73.000 m², dei conti Dolfin. La sua conduzione è affidata, alle suore guanelliane, coadiuvate nelle mansioni quotidiane da personale laico con diverse professionalità. La vita, delle ospiti, si alterna tra momenti trascorsi nei gruppi famiglia e attività riabilitative, secondo gli insegnamenti spirituali e pedagogici del fondatore.

#### Palazzo Lippomano
Palazzo Lippomano (secolo XVII. - XVIII.) rappresenta il cuore di Fratta Polesine. Sia perché situato in pieno centro storico di fronte alle splendide ville Molin Avezzù e Badoer, sia perché all'interno dei suoi portici si trovano diverse attività commerciali. La famiglia che ha dato il nome a questo edificio era di origine ebraica, arrivata a Venezia fra il 1378 e il 1380. Da una mappa storica del 1557 si ipotizza l'esistenza a Fratta del palazzo. Una più sicura identificazione del palazzo, si trova nei catasti veneziani del 1775, con proprietario Gasparo Lippomano. Lo stabile, di assoluto pregio architettonico, ha un piano interrato, due piani fuori terra e un sottotetto, è caratterizzato da un corpo centrale che si conclude a timpano. La forma è quella dei tipici palazzi veneti. Nel tempo sono state aggiunte due ali al corpo centrale, collegate da una loggia porticata, sormontata da balaustra con sculture in cotto di gusto rococò. Il porticato ha assunto le forme attuali intorno al 1856. In un dispaccio del 1621 al doge di Venezia e una documentazione archivistica, dimostrano la presenza di una caffetteria sui locali del piano terra già a partire dagli inizi del XIX secolo. All'inizio si chiamava San Marco, poi Caffè La Fenice e dal 1896 con l'avvento della famiglia Matteotti prese il nome di Caffè Commercio. Fu in questo bar che giunse il biliardo ancora prima che a Rovigo.

### Altri monumenti

#### Monumento ai Carbonari della Fratta

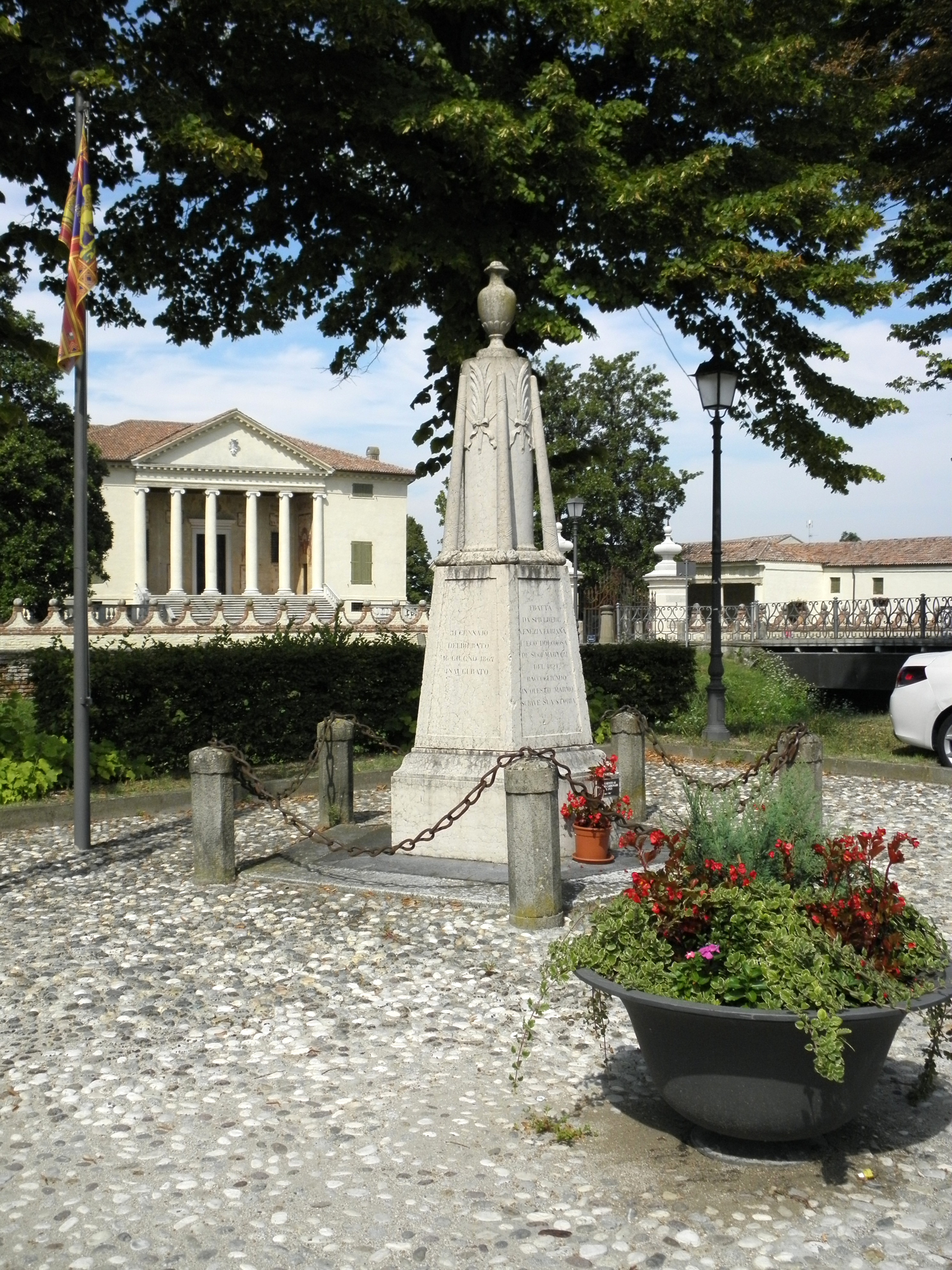
La Colonna dei Martiri, il monumento commemorativo opera dello scultore veronese Grazioso Spazzi.

Dedicato al ricordo del sacrificio dei Carbonari, nel 1867 venne eretto, primo nel Veneto liberato dagli Austriaci dopo la terza guerra di indipendenza, un monumento opera dello scultore veronese Grazioso Spazzi su disegno di Andrea Provini.

#### Lapide a don Luigi Guanella
La lapide a don Luigi Guanella con medaglione in bronzo, è un'opera dello scultore Guido Cremesini (1925).

### Musei
Museo etnografico della civiltà e del lavoro in Polesine 
Il Museo del Manegium e Centro di Documentazione della Civiltà e del Lavoro nel Polesine si distingue per il contributo che porta alla salvaguardia e alla trasmissione alle generazione future della testimonianza di un passato che ci appartiene. Esso è articolato in diverse sezioni: una mostra documentaria sulla carboneria locale e sulla figura di Giacomo Matteotti, un’ampia collezione di immagini sacre di devozione popolare e una ricca sezione etnografica con ricostruzione degli ambienti tipici delle antiche case contadine.
 Museo archeologico nazionale di Fratta Polesine 
Il Museo rappresenta il punto di arrivo di oltre quarant'anni di ricerche nel Polesine, la sede che raccoglie le importanti testimonianze dei villaggi della tarda età del bronzo sorti lungo l'antico corso del Po. Il nucleo principale dell'esposizione è costituito dai ritrovamenti di un complesso archeologico oggi ritenuto fra i più rappresentativi a livello europeo per l'età del bronzo finale (XII - X secolo a.C.), quelli del villaggio di Frattesina e delle sue necropoli, individuate nelle località Narde e Fondo Zanotto.
 Casa museo Giacomo Matteotti 
Edificio, di origine probabilmente settecentesca, sembra aver subito alterazioni e aggiunte soprattutto durante un rimaneggiamento dell'Ottocento e del 1933. È la casa dove è sempre vissuto il deputato socialista Giacomo Matteotti, ucciso per aver denunciato i brogli elettorali che portarono al potere il partito fascista nelle elezioni del 1924. Dopo il ritrovamento della salma, in un bosco vicino a Roma, il 15 agosto 1924, i resti di Matteotti furono trasferiti a Fratta e nella sala a pian terreno della villa fu allestita la camera ardente, da dove poi partì il corteo funebre diretto verso il cimitero, il 21 agosto.
Impreziosita da un suggestivo parco, recentemente restaurata nelle strutture e negli arredi, ospita nei primi due piani le eleganti e sobrie ambientazioni originali, con i ritratti dei membri della famiglia di mano della pittrice veneziana Maria Vinca, e nel sottotetto l’ampia e approfondita sezione documentaria.
Dal 2018 è riconosciuto Monumento Nazionale dal Presidente della Repubblica ed è stata trasformata in casa museo, aperta al pubblico il sabato e domenica oppure su richiesta. È dotata delle più moderne attrezzature multimediali, che permettono di ripercorrere la vita di Matteotti e di leggere, opportunamente digitalizzati, i suoi scritti giuridici e politici, i suoi discorsi parlamentari e le maggiori testate giornalistiche italiane dei mesi in cui avvennero il delitto e la crisi che ne seguì (giugno- dicembre 1924).
La casa museo, per lascito testamentario dei figli di Matteotti, è attualmente di proprietà dell'Accademia dei Concordi di Rovigo, che l'ha concessa in uso al Comune di Fratta, il quale si avvale, per la gestione e le attività, di un Comitato Scientifico e di una specifica convenzione con il Dipartimento di Storia dell'Università di Padova.
 Ecomuseo Mulino al Pizzon 
Alla confluenza tra due vie d’acqua, il Canalbianco e lo Scortico, si trova il Mulino al Pizzon, uno dei pochi esempi di mulino terragno ad acqua risalente all’Ottocento. Il complesso, perfettamente conservato e sottoposto ad un attento intervento di restauro, conserva ancora intatti i macchinari per la molitura del grano, la conca di navigazione e il ponte-canale, testimonianza delle prime bonifiche in Polesine nel XIV secolo. Il Mulino oltre ad essere una locanda è Ecomuseo immerso nel verde dell’affascinante paesaggio polesano ed un modello unico di archeologia industriale.

## Società

### Evoluzione demografica
Abitanti censiti

## Cultura

### Eventi
- Fratta in fiera, si tiene in Giugno in occasione della festa dei santi patroni Pietro e Paolo, che si celebra il 29 giugno.
- Anniversario di Giacomo Matteotti. Si tiene attorno al 10 giugno di ogni anno, data della morte del deputato martire del Fascismo. Convegni ed incontri pubblici coinvolgono rappresentanti delle istituzioni e della politica.
- Festival della Cultura, si tiene in tarda primavera. Rassegna letteraria dove vari autori di libri presentano le proprie pubblicazioni. La manifestazione è stata ideata per valorizzare la cultura.
- Fratta Carbonara, si tiene il secondo fine settimana di Novembre. È una rievocazione storica della rivolta di San Martino contro gli Austriaci, avvenuta l'11 novembre 1818. Le giornate della Carboneria sono caratterizzate da numerosi incontri sui Carbonari della Fratta e sui vari moti di rivoluzione in Italia, visite guidate alle ville del centro storico e aperture straordinarie dei monumenti. Durante le serate di venerdì e sabato va in scena il "Banchetto carbonaro", una cena con rievocazione storica in costume del banchetto in cui i carbonari furono traditi e arrestati, messo in scena nel luogo dove si sono svolte realmente le vicende, Villa Molin Avezzù. Gli eventi culminano nella rievocazione della domenica pomeriggio nelle vie del centro.
- Presepio Vivente, si tiene il 26 dicembre. Organizzato dalla Pro Loco locale è uno fra i più longevi del Polesine.
- Mostra Presepi artistici, la mostra si tiene durante le festività di Natale all'interno della chiesa di San Francesco.

Per un elenco completo e aggiornato delle manifestazioni in programma è possibile consultare il sito istituzionale.

## Geografia antropica

### Frazioni

#### Paolino
Paolino dista 3,31 chilometri dal medesimo comune di Fratta Polesine di cui essa fa parte. Nella frazione è presente l'oratorio di S. Maria del Rosario di Paolino, costruito nel 1552 per volere del Conte Marcantonio Cornaro.

#### Ramedello
Ramedello dista 2,41 chilometri dal medesimo comune di Fratta Polesine di cui essa fa parte.

## Infrastrutture e trasporti

### Strade
Il territorio è attraversato dalla Transpolesana (Ss 434) che offre tre uscite per il paese. Il paese è servito dall'Autostrada A13 attraverso l'uscita Villamarzana Rovigo SUD.
Il percorso ciclabile Adige-Po collega Fratta Polesine con Villanova Del Ghebbo a nord e Villamarzana ad est.

### Ferrovie
L'abitato è servito dalla stazione di Fratta che si trova sulla Verona – Legnago – Rovigo.

### Vie d'acqua
A seguito dei lavori che hanno permesso la navigazione del Canal Bianco, è stato creato un punto di attracco fluviale in località Pizzon, alla confluenza dello Scortico.

## Amministrazione

### Sindaci
| Sindaco                      | Sindaco                  | Partito                                 | Inizio mandato   | Fine mandato     | Elezione       |                |                |                |
| Regno D'Italia               | Regno D'Italia           | Regno D'Italia                          | Regno D'Italia   | Regno D'Italia   | Regno D'Italia | Regno D'Italia | Regno D'Italia | Regno D'Italia |
| ---------------------------- | ------------------------ | --------------------------------------- | ---------------- | ---------------- | -------------- | -------------- | -------------- | -------------- |
|                              | Ferruccio Gasparetto     | Partito Socialista Italiano             | 30 aprile 1945   | 12 agosto 1945   |                |                |                |                |
|                              | Marino Clodoveo Veronese | Partito Socialista Italiano             | 13 agosto 1945   | dicembre 1945    |                |                |                |                |
|                              | Ferruccio Gasparetto     | Partito Socialista Italiano             | dicembre 1945    | 8 aprile 1946    |                |                |                |                |
| Repubblica Italiana          |                          |                                         |                  |                  |                |                |                |                |
|                              | Marino Clodoveo Veronese | Partito Socialista Italiano             | 8 aprile 1946    | 2 settembre 1946 |                |                |                |                |
|                              | Sante Ugo Ghirardini     | Partito Socialista Italiano             | 9 settembre 1946 | 29 dicembre 1947 |                |                |                |                |
|                              | Antonio Celeghin         | Partito Comunista Italiano              | febbraio 1948    | 6 novembre 1960  |                |                |                |                |
|                              | Giovanni De Poli         | Democrazia Cristiana                    | 7 novembre 1960  | dicembre 1964    |                |                |                |                |
|                              | Giacomo Gabriele         | Democrazia Cristiana                    | dicembre 1964    | 11 agosto 1967   |                |                |                |                |
|                              | Silvio Tasso             | Democrazia Cristiana                    | 14 ottobre 1967  | 29 luglio 1975   |                |                |                |                |
|                              | Stefano Casari           | Democrazia Cristiana                    | 29 luglio 1975   | giugno 1979      |                |                |                |                |
|                              | Paolo Giovanni Sicchiero | Democrazia Cristiana                    | giugno 1979      | 10 giugno 1980   |                |                |                |                |
|                              | Loretta Marsilio         | Partito Indipendente                    | 10 giugno 1980   | 23 ottobre 1982  |                |                |                |                |
|                              | Libero Gasparetto        | Partito Socialista Democratico Italiano | 28 ottobre 1982  | 10 febbraio 1993 |                |                |                |                |
|                              | Corrado Bolognesi        | Partito Socialista Democratico Italiano | 25 marzo 1993    | 14 febbraio 1994 |                |                |                |                |
| Elezione diretta del Sindaco |                          |                                         |                  |                  |                |                |                |                |
|                              | Tiziana Michela Virgili  | L.c. Eterogenea                         | 12 giugno 1994   | 25 maggio 2002   | 1994           |                |                |                |
| 1998                         | Tiziana Michela Virgili  | L.c. Eterogenea                         | 12 giugno 1994   | 25 maggio 2002   |                |                |                |                |
|                              | Riccardo Resini          | Lista civica                            | 25 maggio 2002   | 7 maggio 2012    | 2002           |                |                |                |
| 2007                         | Riccardo Resini          | Lista civica                            | 25 maggio 2002   | 7 maggio 2012    |                |                |                |                |
|                              | Tiziana Michela Virgili  | L.c. Tutti per Fratta                   | 7 maggio 2012    | 12 giugno 2017   | 2012           |                |                |                |
|                              | Giuseppe Tasso           | L.c. Fratta 2.0                         | 12 giugno 2017   | in carica        | 2017           |                |                |                |
| 2022                         | Giuseppe Tasso           | L.c. Fratta 2.0                         | 12 giugno 2017   | in carica        |                |                |                |                |

### Gemellaggi
- Tulcea, dal 2001[11]
- Conversano
- Trecenta
- Recanati
- Palazzolo Acreide